# Timelapse of the Entire Universe
Timelapse of the Entire Universe é um curta-metragem épico de 2018, animado e pseudodocumentário criado pelo musicista e diretor John D. Boswell. Inspirado pelo Calendário cósmico, o curta de 10 minutos é um hyperlapse do universo desde o seu começo até a humanidade atual, com cada segundo representando 22 milhões de anos, com a humanidade representada numa fração, usando o conhecimento atual. O filme foi originalmente lançado no Youtube no dia 7 de março, mas foi derrubado devido a uma infração do copyright por causa da voz do Morgan Freeman. Uma versão revisada foi liberada 3 dias depois, no dia 10 de março de 2018. Um ano e 10 dias depois, uma sequência, Timelapse of the Future, foi lançada.

## Plot
O Big Bang ocorre e a primeira estrela é formada após a mistura dos elementos. Gravidade expande o universo de forma aparentemente infinita. Formam-se as galáxias. Algumas são formadas de forma tão próxima que são atraídas devido a gravidade e colidem, se fundindo. Entretanto, apesar dessa criação maravilhosa, a gravidade também causa o caos, na forma de buracos negros de massa estelar ou supermassivos, uma região onde nem a lux pode escapar de sua atração, tornando sua singularidade invisível ao exterior.

Se o universo começou com o Big Bang e antes de tudo ele é uma singularidade, o que ela era? Como ela se parecia? E o "tempo" começou antes ou depois do bang? Ou a singularidade existiu segundos antes do Big Bang?
Através do universo, ocorrem conflitos entre energia e a gravidade de forma frequente, fazendo com que uma estrela morra como supernova ao exaurir seu combustível, fazendo com que novas estrelas venham a nascer. Um disco protoplanetário em particular entra em colapso, fazendo com que o Sol nasça, 5264 milhões de anos atrás. O Sistema Solar é formado; entre seus planetas está a Terra. Um protoplaneta, Theia, vem a colidir, formando a Lua.
A Terra se encontra nos eons Hadeano e Arqueano, coberta por lavas e infestada de vulcões. Entretanto, microorganismos conseguiram se formar no oceano. Apesar de não sabermos ao certo, a última teoria sugere que químicos de vulcões submarinos criaram a receita correta para a vida. 2490 mihões de anós atrás, a oxigenação da atmosfera começou, permitindo que os animais surgissem. O Proterozoico começou 1402 milhões de anos atrás, mas seus benifícios são atrasados pela Terra bola de neve, a maior era do gelo da história do planeta. Após o seu fim, os beneficios do eon viveram; os animais literalmente começaram a nascer. As plantas começaram a tomar forma, seguidas pelos dinossauros do [[Período Triássico~, que então foram extintos por um impacto de asteroide. Mais plantas e ventos ocorreram rapidamente, seguidos pela ascensão dos mamíferos, consistindo dos Australopithecus afarensis, Homo erectus, Neanderthals, Homo sapiens, e Novus homo. Um olho humano, representando toda a Humanidade, foi mostrado por apenas uma fração (1/24) de segundo.

## Produção

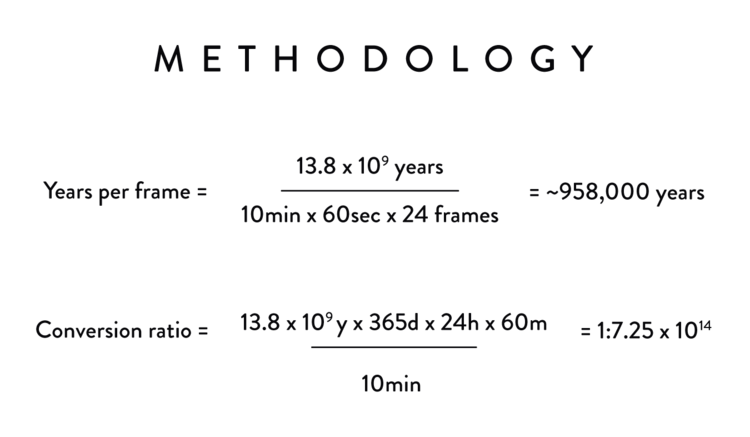
A metodologia usada em Timelapse of the Entire Universe.

Em 2012, um curta, de um minuto e meio, Our Story in 1 Minute, foi publicado. É uma versão menor de Timelapse of the Entire Universe, especificamente de um minuto e 29 segundos, usando closed captions para evocar uma reflexão sobre a humanidade. Esse filme também foi reaproveitado.
Boswell declarou que o filme "mostra quão jovens realmente somos e quão antigo e vasto nosso universo é." O filme foi inspirado pelo Calendário Cósmico do Carl Sagan, o qual Boswell posteriormente implementou ao criar uma faixa parecida com a do Calendário Cósmico. A pesquisa para a criação do filme foi iniciada no artigo "Geologic time scale". Cada segundo representa 22 milhões de anos no filme.
Boswell foi apoiado pelo cientista computacional Juan Benet, fazendo com que sua empresa Protocol Labs, um laboratório de P&D de open-source, fosse creditada.

## Lançamento
O filme foi originalmente anunciado no Twitter do Boswell no dia 9 de fevereiro de 2018. O filme foi originalmente publicado no Melodysheep no dia 7 de março, mas foi derrubado pelo Youtube por violação de direito autoral. Uma versão revisada sem a voz do Morgan Freeman foi publicada no dia 10 de março.

## Recepção
O filme recebeu resenhas geralmente positivas. O escritor Alex Shoolman disse que isso "dá uma visão incrível de como nosso universo formou-se, as estrelas, galáxias, a vida simples e complexa." César Noragueda do Hipertextual disse que "Não há duvida alguma de que Carl Sagan [...] adoraria o novo vídeo do John Boswell sobre a história do universo." Laughing Squid disse que "Ao lado dos vvisuais incríveis, Boswell oferece uma trilha sonora hipnotizante, criando o mashup imperceptível de quatro narradores icônicos - Morgan Freeman, Brian Cox, Carl Sagan e Sir David Attenborough - calmamente explicando como [o universo] tudo foi criado." O International Business Times e Cadena SER também resenharam positivamente.

## Trilha sonora
Toda trilha é composta por John D. Boswell.
| N.º            | Título             | Duração |  |
| 1.             | "First Moments"    | 2:48    |  |
| 2.             | "Plateau"          | 2:56    |  |
| 3.             | "Rebirth"          | 3:19    |  |
| 4.             | "Empires Lost"     | 2:17    |  |
| 5.             | "Rai Stones"       | 2:22    |  |
| 6.             | "Chapters of Time" | 1:58    |  |
| Duração total: | Duração total:     | 15:40   |  |

## Sequência
Uma sequência, Timelapse of the Future, foi postada um ano e 10 dias depois do lançamento revisado de Timelapse of the Entire Universe. É um hyperlapse da linha do tempo futura possível, com o lapse dobrando a cada cinco segundos, em vez de ser consistente.

### Imagens utilizadas
- Voyage of Time
- Cosmic Voyage
- Wonders of the Universe